# 希羅凱 (米哈伊洛-盧卡舍韋市鎮)
48°5′54″N 35°38′37″E / 48.09833°N 35.64361°E
希羅凱（烏克蘭語：Широке）是位於烏克蘭東南部的村莊，由扎波羅熱州扎波羅熱区的米哈伊洛-盧卡舍韋市鎮負責管轄。該村分別距離特魯多柳比夫卡2公里和泰爾相卡3公里，面積2.026平方公里。